# Téléphérique Rokkō Arima
Pour les articles homonymes, voir Rokkō.
Le téléphérique Rokkō Arima (六甲有馬ロープウェー, Rokkō Arima Rōpuwē) est une ligne aérienne exploitée par la fondation  publique du développement urbain de la ville de Kobe localisé dans la ville de Kōbe, dans la préfecture de Hyōgo au Japon. Il permet de relier les monts Rokkō à l'onsen Arima Onsen situé dans l'arrondissement Kita de Kobe. Long de 5 km, c'est la plus grande ligne de téléphérique du Japon. Toutefois seule la section de la ligne appelée  Ligne Ura-Rokkō (裏六甲線, Ura-Rokkō-sen) (2.3 km) est encore exploitée. L'autre section, Ligne Omote-Rokkō  (表六甲線, Omote-Rokkō-sen) (2.8 km) est à l’arrêt depuis 2004 remplacée par une ligne de bus.

## Description
La ligne comporte deux stations, la station de Rokkō-Sanchō et la station d'Arima Onsen. La ligne permet de rejoindre l'un des plus vieux onsen du japon, l'onsen d'Arima Onsen.

## Données techniques
La longueur est  de  2764.20 m et le dénivelé de  447 m. Le nombre de personnes par cabine est de 61, avec un système de va-et-vient. Il faut environ 12 min pour effectuer le trajet avec une vitesse de 18 km/h. Le mécanisme du système est effectué par un moteur à induction triphasé de 200kW

## Histoire
C'est en 1970 que la ligne du téléphérique est inaugurée par la société Téléphérique Rokkō Arima. En 1972, la fondation du développement urbain de la ville de Kobe hérite  de la gestion du téléphérique.  Lors du séisme de 1995 à Kobe, le service est suspendu quelque temps. Le 12 avril 2004, la ligne Omote-Rokkō est mise à l’arrêt et la station Rokkō Sanchō Kantsurī (六甲山頂カンツリー駅, Rokkō sanchō kantsurī-eki) est renommée Rokkō Sanchō (六甲山頂駅, Rokkō Sanchō-eki) et la station Arima (有馬駅, Arima-eki) par Arima Onsen (有馬温泉駅, Arima Onsen-eki). En 2015, le téléphérique fête ses 45 ans d'exploitation.

## Station
La ligne du téléphérique comporte deux stations.
- Ligne Ura-Rokkō

| Stations de la ligne Ura-Rokkō |
| ------------------------------ |
| Station de Rokkō Sanchō        |
| Station d'Arima Onsen          |

- Ligne Omote-Rokkō (service suspendu)

| Stations de la ligne Omote-Rokkō |
| -------------------------------- |
| Station d'Omote-Rokkō            |
| Station de Tenguiwa              |
| Station de Rokkō Sanchō          |

Installations
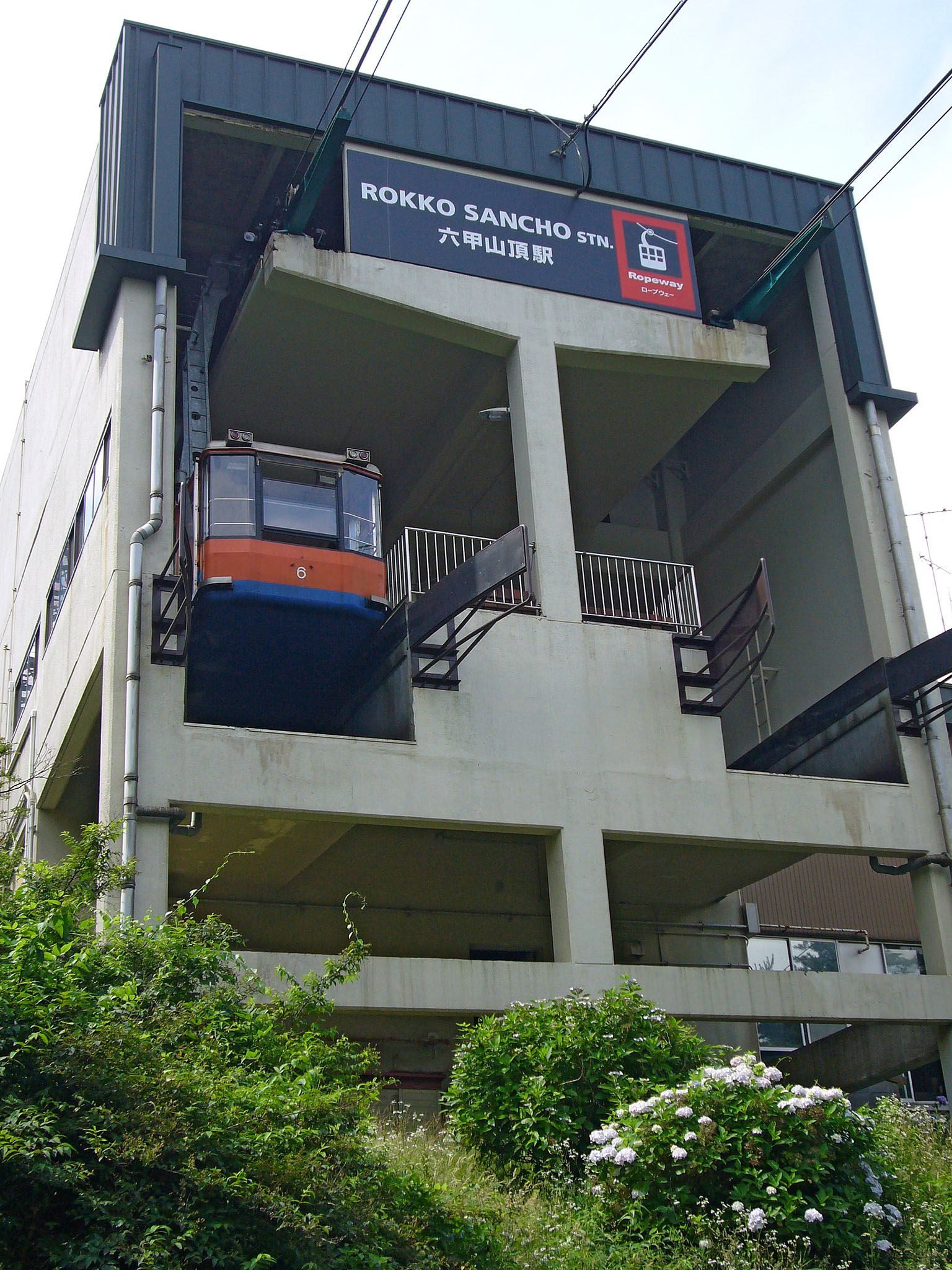
Station de Rokkō Sanchō.
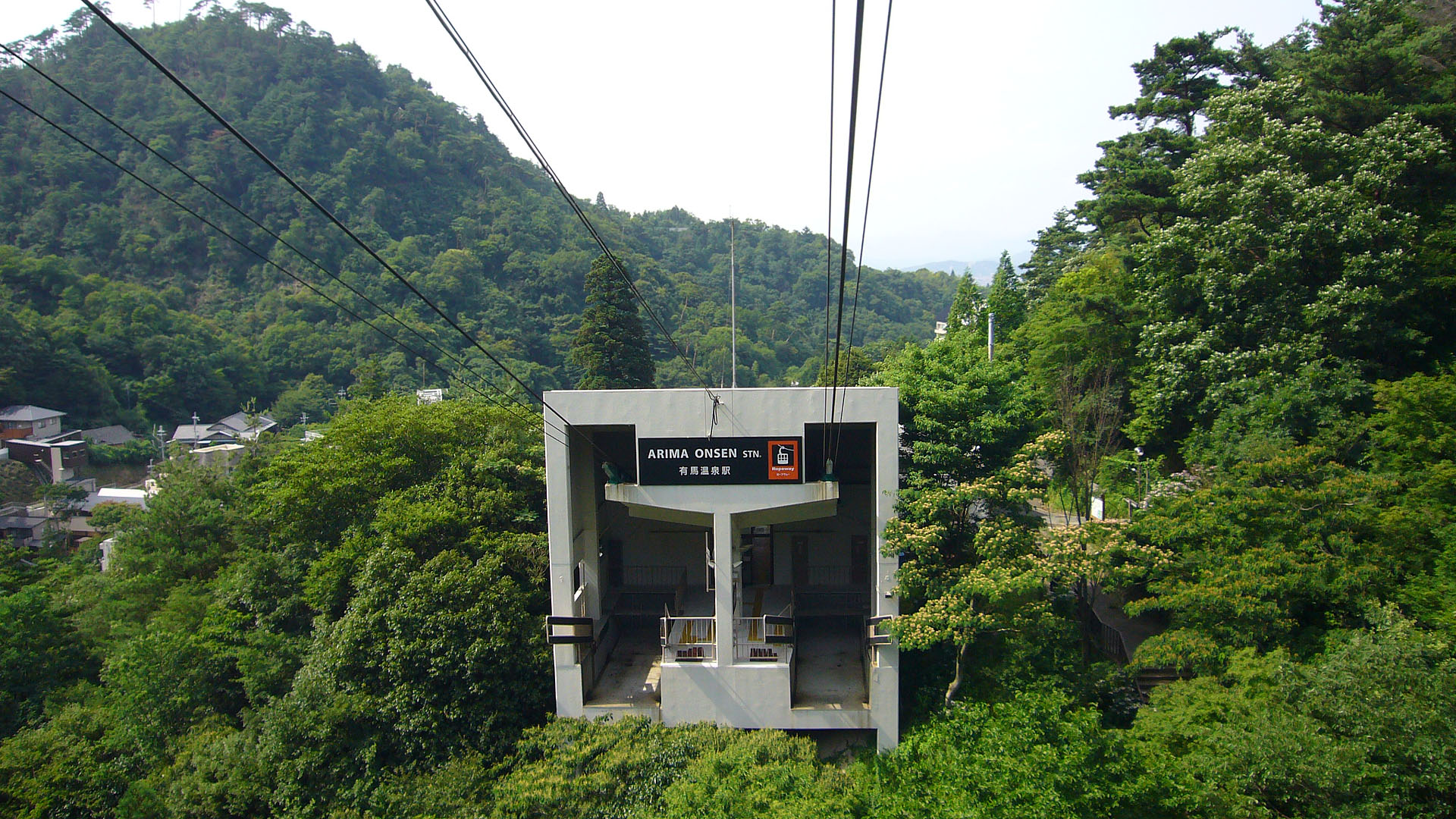
Station d'Arima Onsen.